# Centro ricerche archeologiche e scavi di Torino per il Medio Oriente e l'Asia
Il Centro ricerche archeologiche e scavi di Torino per il Medio Oriente e l'Asia (CRAST) è stato fondato a Torino nel 1963, per impulso dello studioso Giorgio Gullini, come sviluppo autonomo del Centro scavi e ricerche in Asia dell'IsMEO del capoluogo piemontese.
È attualmente sostenuto, in qualità di soci, dalla Regione Piemonte, dalla Provincia di Torino, dalla Città di Torino, dall'Università degli Studi di Torino e dalla Fondazione CRT; sostengono l'attività del Centro, per singoli progetti di ricerca, il ministero degli affari esteri, il Ministero per i beni e le attività culturali, la Compagnia di San Paolo e la Fondazione BNC.

## Progetti di ricerca e scavo
Il Centro organizza progetti di ricerca e di scavo in gran parte del bacino mediterraneo e del Medio Oriente:
- Italia (Locri, Selinunte, Provincia del Verbano-Cusio-Ossola)
- Tunisia (Uthina, Cartagine)
- Libano (Valle della Beqa', Beirut)
- Giordania (Gerasa)
- Iraq (Baghdad, Seleucia al Tigri, Ver-Ardashir, Hamrin dam, Kifrin, Eski Mossul dam, Hatra, Nimrud, Ninive)
- Iran (Kuh-i Khwaja, Valle dell'Atrek)
- Turkmenistan (Nisa)
- Pakistan (Swat)

Tra le attività più significative degli ultimi anni figurano anche iniziative di ricerca e restauro svolte, in collaborazione con il Nucleo Tutela Beni Culturali dei Carabinieri, per il ripristino e la tutela dell'Iraq Museum di Baghdad, anche in seguito ai disastrosi eventi della seconda Guerra del Golfo.

## Pubblicazioni
Sono pubblicazioni del Centro ricerche archeologiche e scavi di Torino:
- Mnème, collana fondata da Giorgio Gullini e Antonio Invernizzi per le Edizioni Dell'Orso, Alessandria
- Parthica, rivista annuale diretta da Antonio Invernizzi edita da Istituti Editoriali e Poligrafici Internazionali, Pisa - Roma
- Mesopotamia, rivista scientifica di archeologia, epigrafia e storia orientale antica, diretta da Antonio Invernizzi  ed edita da Le Lettere, Firenze